# Genlis
Genlis je naselje in občina v francoskem departmaju Côte-d'Or regije Burgundije. Leta 2007 je naselje imelo 5.484 prebivalcev.

## Geografija
Kraj leži v pokrajini Burgundiji ob reki Tille, 18 km jugovzhodno od središča Dijona.

## Uprava
Genlis je sedež istoimenskega kantona, v katerega so poleg njegove vključene še občine Aiserey, Beire-le-Fort, Bessey-lès-Cîteaux, Bretenière, Cessey-sur-Tille, Chambeire, Collonges-lès-Premières, Échigey, Fauverney, Izeure, Izier, Labergement-Foigney, Longchamp, Longeault, Longecourt-en-Plaine, Magny-sur-Tille, Marliens, Pluvault, Pluvet, Premières, Rouvres-en-Plaine, Tart-l'Abbaye, Tart-le-Bas, Tart-le-Haut, Thorey-en-Plaine in Varanges z 22.663 prebivalci.
Kanton Genlis je sestavni del okrožja Dijon.